# Yanding Tomda
Yanding Tomda (13 settembre 1977) è un ex calciatore papuano, di ruolo difensore.